# Dan II.
Dan II. (rumunsky: Dan al II-lea, † 1. červen 1432) byl kníže Valašského knížectví a vazal Uherska. Tento velmi šikovný vojenský velitel si díky své šikovnosti dokázal až čtyřikrát vydobýt místo na trůnu v průběhu sedmi let. Svou obratnost a pomoc Uherska využíval i v bojích proti Osmanské říši (23. únor 1423, 1425 a 3. červen 1428). V roce 1425 vyhrál důležitou bitvu, do které poprvé zapojil i žoldáky a množství bulharských vojáků.
Poslední bitva proti Turkům dne 3. června 1428 skončila podepsáním příměří, které garantovalo panovníkovi trůn na další čtyři roky (1432). V roce 1432 do Valašska vtrhla osmanská armáda a Dan II. padl v boji.

## Děti
- Basarab II. – vládce Valašského knížectví v letech 1442 – 1443
- Vladislav II. – vládce Valašského knížectví v letech 1447 – 1448 a 1448 – 1456
- Basarab III. Starý – vládce Valašského knížectví v letech 1473, 1474, 1475 – 1476 a 1476 – 1477